# اسوند آگه کاستلا
اسوند آگه کاستلا (دانمارکی: Svend Aage Castella; ۱۵ مارس ۱۸۹۰ – ۲۸ نوامبر ۱۹۳۸) بازیکن فوتبال اهل دانمارک بود.
وی همچنین در تیم ملی فوتبال دانمارک بازی کرده‌است.